# 2005年臺灣
|        | 臺灣歷史 \| 台灣歷史年表 |
| 世纪： | 20世纪臺灣 \| 21世纪臺灣 \| 22世纪臺灣 |
| 年代： | 1970年代臺灣 \| 1980年代臺灣 \| 1990年代臺灣 \| 2000年代臺灣 \| 2010年代臺灣 \| 2020年代臺灣 \| 2030年代臺灣                                           |
| 年份： | 2000年臺灣 \| 2001年臺灣 \| 2002年臺灣 \| 2003年臺灣 \| 2004年臺灣 \| 2005年臺灣 \| 2006年臺灣 \| 2007年臺灣 \| 2008年臺灣 \| 2009年臺灣 \| 2010年臺灣 |
| 纪年： | 乙酉年（鸡年）、中華民國94年 |

## 政府

### 國家正副元首

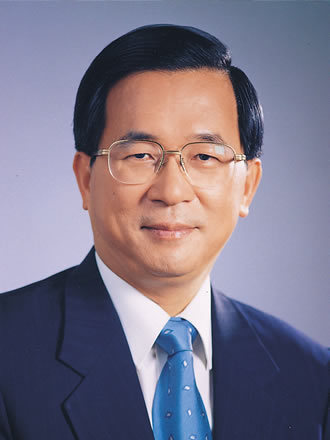
總統：陳水扁
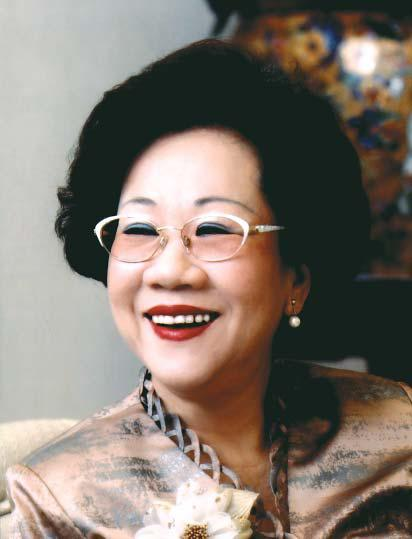
副總統：呂秀蓮

### 五院首長

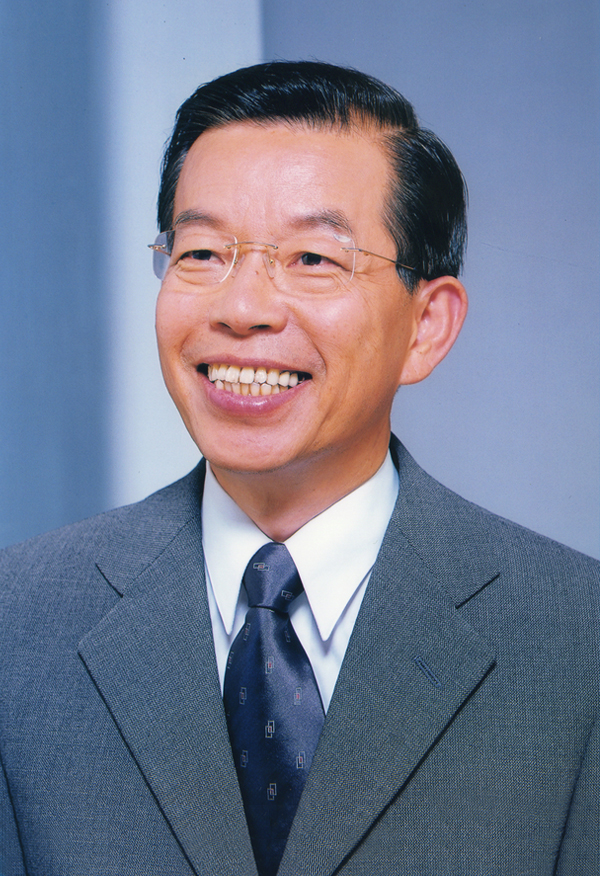
行政院院長：謝長廷
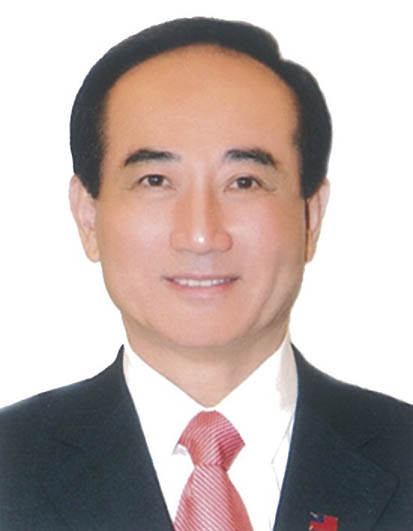
立法院院長：王金平
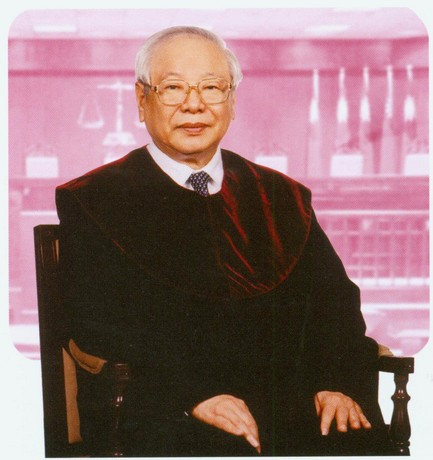
司法院院長：翁岳生
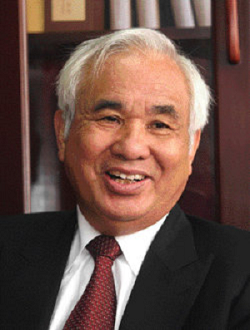
考試院院長：姚嘉文

### 省政府主席

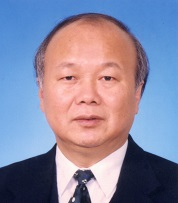
臺灣省政府主席：林光華
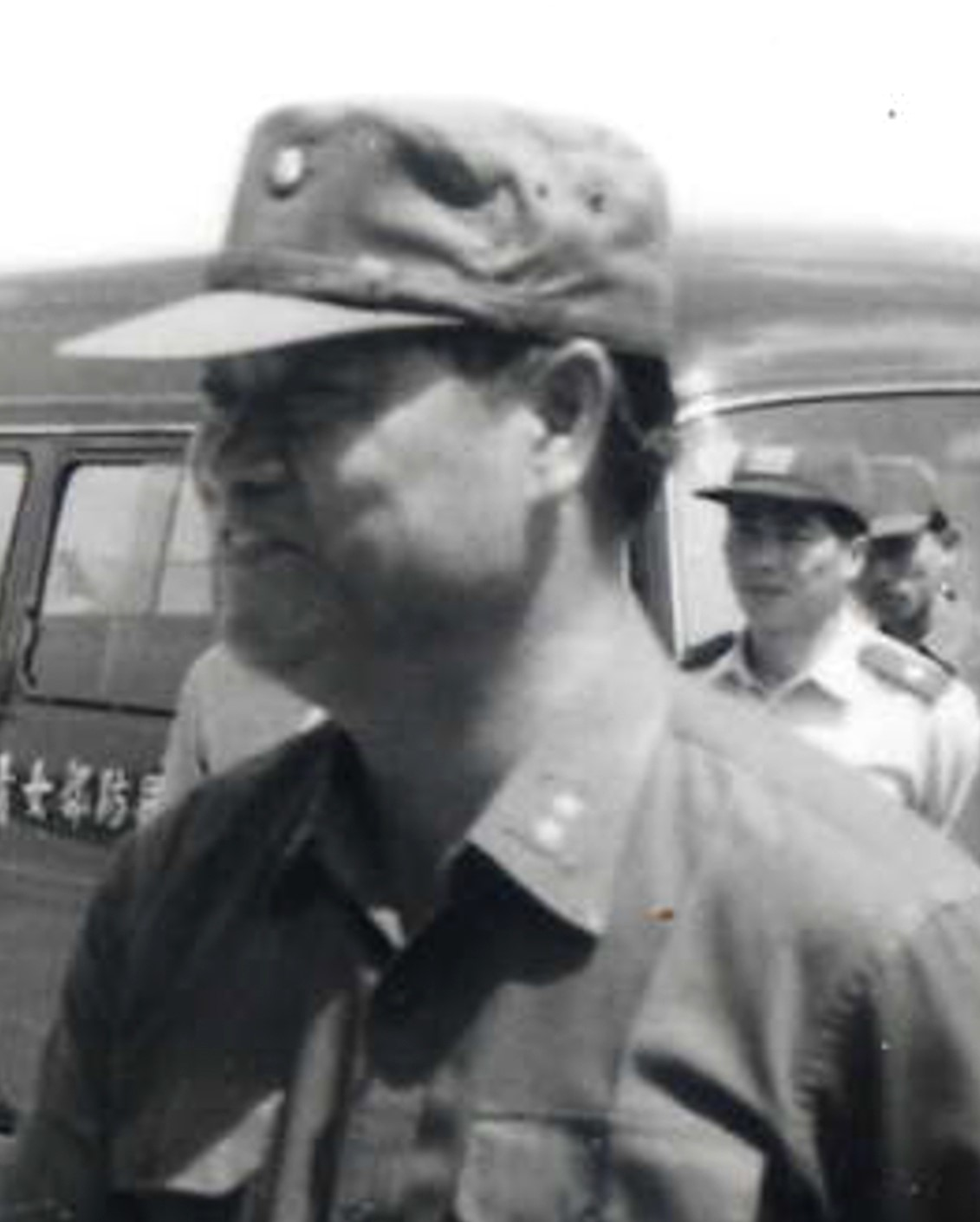
福建省政府主席：顏忠誠

### 成員變動

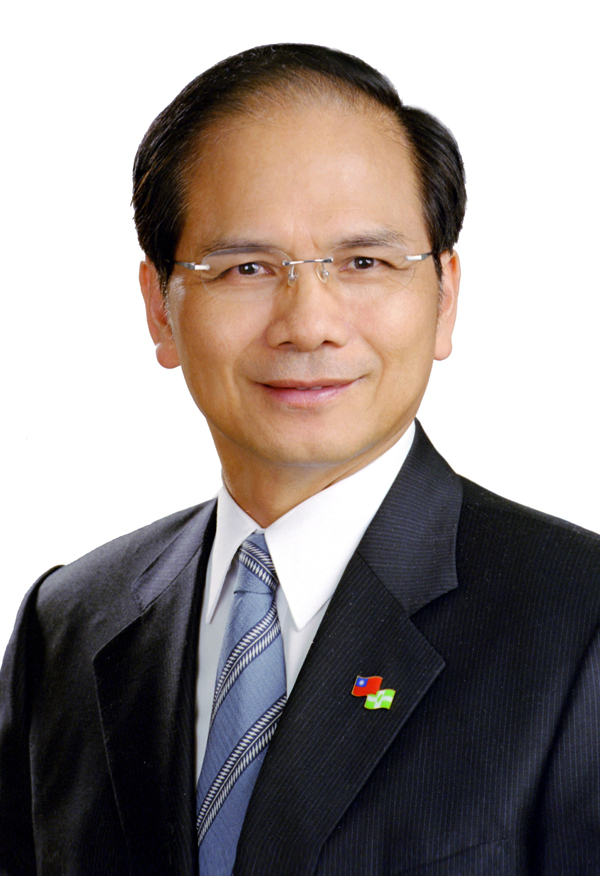
行政院院長：游錫堃（內閣總辭）
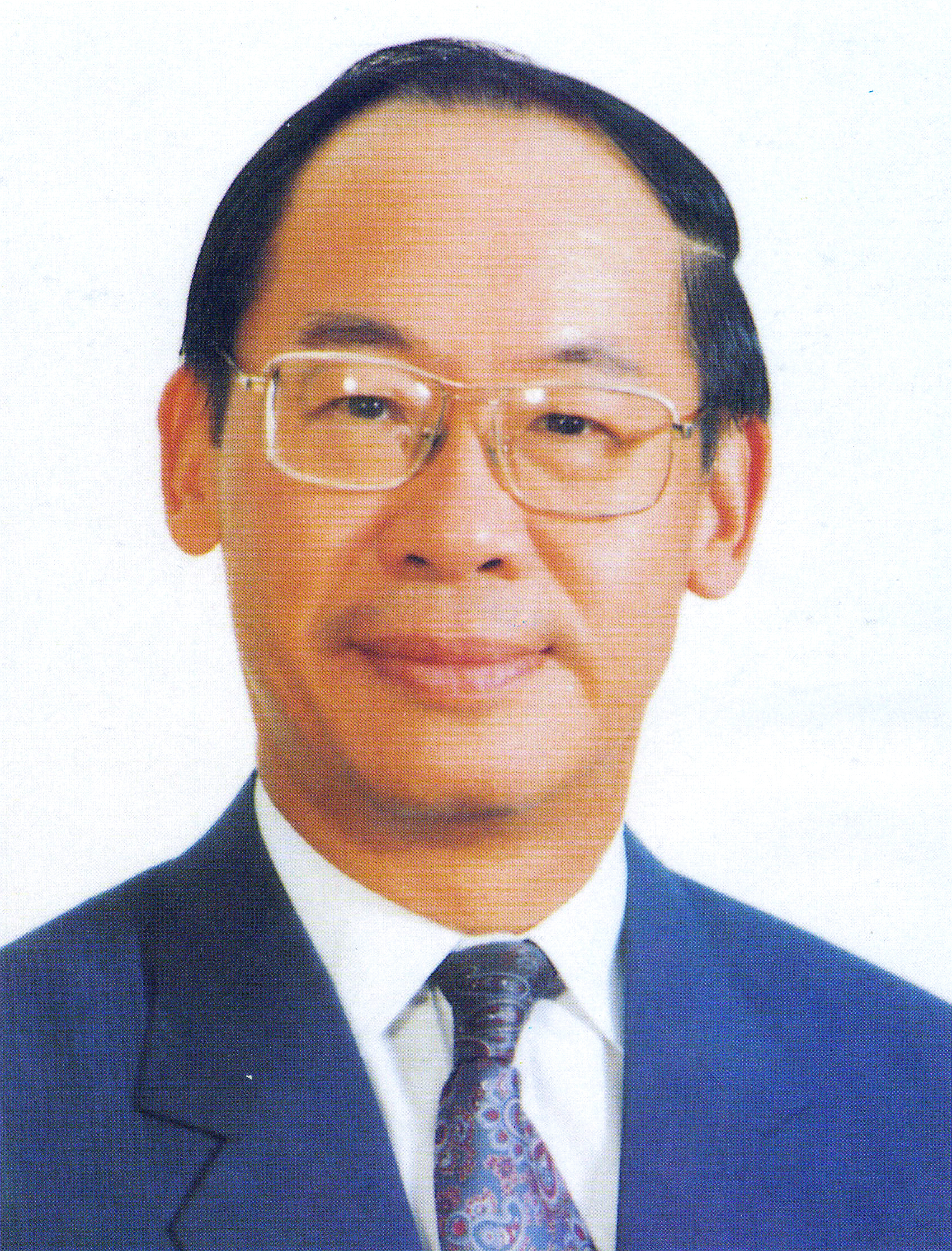
監察院院長：錢復（任期屆滿）

## 大事记

### 1月
- 1月15日： 海峽兩岸航空業界代表在澳門達成春節包機不中停協議。Yahoo!香港新聞
- 1月25日： 台湾新一任行政院长由现任高雄市长谢长廷担任。海峡都市报
- 1月27日： 台灣高速鐵路700T型列車以時速20~30公里的速度，於高雄燕巢機廠至高鐵台南（沙崙）站間進行初次試車。中央通訊社（页面存档备份，存于）

### 2月
- 2月24日：扁宋會掀起海內外討論，北京方面暫時不做評論，華盛頓重申立場。聯合新聞網（页面存档备份，存于）
- 2月28日：鸡年春节。

### 3月
- 3月6日：2005年台北國際菁英自由車競賽在台北世界貿易中心展覽三館與台北101周邊道路進行，德國自行車手柯杜拉（Jürgen Kotulla）奪下冠軍。

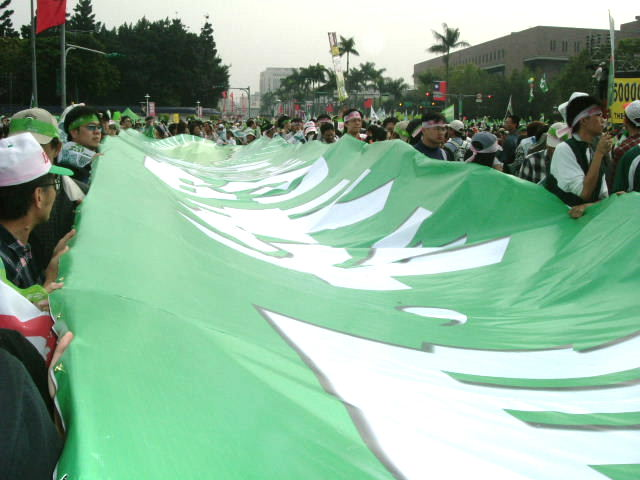
三二六護台灣大遊行人群中眾人協力舉起寫有「台灣的未來，自己決定」的超大布條。

- 3月26日：臺灣數十萬人民聚集在臺北市，舉行三二六護台灣大遊行，以抗議中華人民共和國通過《反分裂國家法》。

### 4月
- 4月3日：文山溫泉發生土石崩落意外、多名泡湯遊客遭擊。此事件計造成2死5傷，隨後文山溫泉即被封閉。
- 4月4日：2005年台灣團結聯盟參拜靖國神社事件，引起爭議。
- 4月26日：中国国民党展开2005年中國國民黨和平之旅。

### 5月
- 5月5日：臺灣亲民党展开2005年亲民党搭桥之旅
- 5月14日：中華民國（臺灣）與諾魯建交。
- 5月14日：2005年中華民國任務型國代選舉舉行。
- 5月18日：臺灣台中市爆發毒蠻牛事件，造成一死三傷。

### 6月
- 6月7日：中華民國（臺灣）國民大會複決通過修憲案，廢除國民大會，國民大會正式走入歷史。
- 6月12日－6月16日，鋒面滯留及旺盛西南氣流為台灣中南部帶來超大豪雨，造成六一二水災。
- 6月15日通過「紀念日及節日實施條例」草案，明定每年8月1日為「原住民族日」[1]
- 6月17日：中華民國（臺灣）最高法院駁回中國國民黨所提出的2004年台灣總統大選陳水扁、呂秀蓮當選無效訴訟。

### 7月
- 7月10日，台灣16歲撞球小將吳珈慶擊敗同胞選手郭柏成，勇奪2005年世界花式撞球錦標賽冠軍，成為賽史最年輕的冠軍選手。
- 7月12日，新聞局完成首次衛星電視頻道換照初審，數家新聞頻道未通過，台灣言論自由環境遭受批評，但也有人認為是對媒體亂象的回應。
- 7月13日，頭號通緝犯張錫銘在台中縣沙鹿鎮中彈落網。
- 7月14日，旅美棒球選手王建民因右肩受傷被紐約洋基隊列入15天傷兵名單。
- 7月14日，衛生署證實台灣出現今年第一例瘧疾死亡病例。
- 7月15日，全民健保部分負擔費用調漲，民眾若未經診所轉診逕至醫院看診，費用將大幅提高。
- 7月16日，今年第五號颱風海棠已增強為強烈颱風，確定將直撲台灣而來，中央氣象局已在下午14:30分發布海上颱風警報。
- 7月16日，2005年中國國民黨黨主席選舉，由台北市長馬英九以得票率72.4%，超過23萬票的差距當選。
- 7月18日，台风海棠造成台湾数十人死亡
- 7月19日，海棠颱風離開台灣，造成多處淹水、土石流、溪水暴漲、交通中斷及嚴重的農業損失，旺盛的西南氣流持續為中南部帶來豪雨。
- 7月21日，中華職棒於嘉義市立棒球場舉行史無前例的加賽決定上半球季冠軍，最後由誠泰COBRAS隊以4:0擊敗興農牛隊，獲得上半球季冠軍。
- 7月22日，教育部核定政大、暨南、北醫、逢甲、中原等10所大專院校調漲學雜費3~5%。
- 7月24日，教育部宣布全國國立高中職及國中小學自九月起取消髮禁。
- 7月24日，沙鹿鎮一名國中應屆畢業生遭綁架撕票，而將綁票案當成失蹤人口處理的沙鹿分駐所員警則遭到大過至申誡不等的懲處。
- 7月26日，中華職棒再爆簽賭打假球風暴，十名組頭、教練及球員被約談，La New熊隊捕手陳昭穎、誠泰COBRAS隊二軍教練蔡生豐、興農牛隊前翻譯及三名組頭被聲請羈押，案情有擴大發展的可能。
- 7月27日，中華職棒簽賭打假球風暴，La New熊隊捕手陳昭穎、誠泰COBRAS隊二軍教練蔡生豐聲押獲准，聯盟決定予以開除，終身永不錄用。
- 7月27日，司法院大法官就「國民身份證按捺指紋釋憲案」開庭辯論。
- 7月29日，遭約談並聲請羈押的La New熊隊投手戴龍水被雲林地院以罪證不足為由而飭回，熊隊對其處以禁賽處分。另一被約談的內野手羅德里茲則於前一天經訊問後即被飭回。
- 7月29日，台灣、日本第十五次漁權談判在東京舉行，雙方同意共管爭議海域，並排除第三國。台灣也正式向日本宣告專屬經濟海域暫定執法線，雙方也同意研究設立常設機制及爭議海域內採「船旗國管轄主義」的可行性。
- 7月30日，、高雄地區近兩週連續傳出16例疑似感染類鼻疽桿菌的疫情，並造成6人死亡，懷疑與海棠颱風所造成的淹水災情有關。
- 7月31日，新聞局進行有線電視開播以來首次換照決審，結果包括東森新聞S台、龍祥電影台等七個頻道未獲得換照許可，依規定須自8月3日起停播。

### 8月
- 8月2日，、高雄地區類鼻疽病例增加到28例，並造成7人死亡，懷疑與海棠颱風所造成的淹水災情有關。
- 8月2日，日本眾議院表決通過台灣觀光客免簽證特別條例法案。
- 8月3日，為配合南港調車場北移到七堵，台鐵實施百年來最大規模的改點，總計有779班列車受到影響。
- 8月4日，中央氣象局在凌晨2:30分對第九號颱風馬莎發布陸上颱風警報，警戒範圍包括基隆、宜蘭、台北、桃園、新竹，暴風圈預計在4日晚間到5日中午之間掃過北台灣。
- 8月5日，日本參議院繼眾議院之後表決通過台灣觀光客免簽證特別條例法案，自9月26日（愛知萬國博覽會結束後次日）起生效。
- 8月6日：中度颱風馬莎在掃過台灣北部後，登陸中國浙江省。
- 8月9日，94學年度大學指定科目考試入學分發結果放榜，錄取率達89.08%，創下歷史新高。
- 8月9日，中華電信展開全民釋股，海外釋股也同步進行，一舉達成民營化目標。中華電信工會對此事大表不滿，南北串聯發動激烈的抗爭及罷工行動。
- 8月11日，中央氣象局在下午四時發布第10號颱風珊瑚的海上颱風警報，預估自12日起台灣南部及東部將降下局部性豪雨。
- 8月12日，桃園縣南區在午夜恢復全面供水，但北區因原水濁度仍高，繼續維持供一停一的分區供水。
- 8月13日，繼南區在12日午夜恢復全面供水後，桃園縣北區也在下午恢復全面供水。
- 8月14日，民主太平洋聯盟在台北市圓山大飯店舉行成立大會，共計有26國元首及政要參加。
- 8月16日，中華職棒簽賭案大組頭蔡文斌到案，被以新台幣20萬元交保。另誠泰COBRAS隊投手陳志誠、內野手許聖杰也遭檢方傳喚，其中陳志誠以10萬元交保，並立即遭球隊開除，許聖杰則被飭回。
- 8月17日，最高檢查署正式宣布三一九槍擊案結案，以六大理由認定陳義雄為唯一兇手，並因陳義雄已死亡，處以不起訴處分。
- 8月19日，衛生署疾管局宣布高雄市發生今年入夏以來全國首例本土登革熱病例。
- 8月19日，長馬英九任中國國民黨主席。
- 8月19日，中華職棒簽賭案案情升高，La New熊隊投手戴龍水、興農牛隊投手何紀賢、楊仁明在約談後均以新台幣10萬元交保，並立即遭球團開除；同時被約談的La New熊隊內野手王建強、林建宏則被飭回，前三商虎隊球員洪琮証聲押獲准。
- 8月20日，台灣羽球選手鄭韶婕在世界羽球錦標賽準決賽以1:2敗給中國選手謝杏芳，並列銅牌，是台灣第一位在世錦賽奪牌的女子選手。
- 8月22日，媒體指出新聞局為南亞大海嘯所募得超過新台幣4億元的善款尚未撥出。
- 8月22日，高雄捷運岡山北機廠1700多名泰國外勞深夜發生集體抗爭，表達其對管理制度及住宿環境的不滿，經過十多個小時後方才平息。
- 8月24日，台灣高等法院對玻璃娃娃顏旭男摔傷致死案二審宣判，改判景文高中及助人的陳姓同學需賠償新台幣333萬元，引發各界爭議。
- 8月25日，泰國外勞仲介弊案繼續引發爭議。勞委會主委陳菊一席「有力人士說」引發總統府資政陳哲男二度出面否認涉及該案。陳總統及呂副總統均表達重視與關切，並期望司法單位毋枉毋縱。
- 8月26日，台南地檢署對曾文溪盜採砂石案等三大弊案偵查終結，將[[台南縣議會]]議長吳健保、[[台南市議會]]正副議長黃郁文、曾順良、前雲林縣長張榮味等人提起公訴，具體求處十七年到兩年四月不等的有期徒刑，被起訴的相關被告達68人。
- 8月27日，中華民國專門職業人員高等考試律師國文科作文題目為「律師性格與國家領導」，閱讀測驗則以陳水扁總統赴台聯黨慶講稿為題，引發是否檢驗考生忠誠度爭議。
- 8月29日，桃園地檢署對去年底楊梅鎮社區電梯故障致女童摔死案偵查終結，認定住戶未盡注意及警告義務，將該大廈39名住戶依過失致死罪嫌提起公訴，是國內首次社區電梯意外全體住戶均遭起訴的案例。
- 8月30日，鐵改局汐止段鐵路高架化工程包商清晨施工時不慎將鋼筋掉落於電車線上，造成自6時58分起縱貫線汐止—七堵間雙向中斷，至9時51分才恢復雙線通車，共計有37班列車嚴重誤點，平均誤點達一小時。
- 8月30日，中央氣象局在晚間20時30分發布強烈颱風泰利的陸上颱風警報，警戒範圍包括東半部、苗栗以北及南投，31日下午起至1日將是此颱風影響台灣最大的時間。
- 8月31日，旅美棒球選手郭泓志獲得球團通知，正式升上美國職棒大聯盟，成為第四位登上大聯盟的台灣球員。
- 8月31日，宣布汽油價格每公升調漲2.4元、柴油調漲2元，創下史上最大漲幅，中油則暫時不調漲，但不排除跟進。

### 9月
- 9月1日，強烈颱風泰利高層中心於凌晨1時自立霧溪口登陸，並減弱為中度颱風，低層中心在7時30分登陸並減弱消失，由台中外海的副低壓中心取代成為新的颱風中心，下午登陸中國福建省。
- 9月5日，澎湖籍漁船「勝發成二號」疑因與福建東山島籍漁船「閩東漁四八七八號」發生擦撞，船長遭挾持，海巡署出動巡防艇及直昇機，在距中國約30海浬處攔截成功，救回人質，並將中國漁船帶回澎湖。
- 9月5日，一輛滿載台灣觀光客的中型巴士在澳洲新南威爾斯省翻覆，造成2死22傷。
- 9月5日，華航、長榮、立榮和華信等四家航空公司往返歐洲及東南亞的客貨運定期航班，自本日0時起獲准飛越中國領空，每週124架次。
- 9月6日，偵辦中華職棒簽賭案的前雲林地檢署檢察官徐維嶽涉嫌多次利用職務之便勒索或收受賄賂，連同其親戚及數名警員被收押禁見。
- 9月7日，馬祖軍方規模最大的南竿聯勤總部成功山彈藥庫晚間發生爆炸，所幸無人傷亡。
- 9月8日，台灣企銀工會發動無限期罷工，要求資方接受工會所提出的優退條件，是台灣金融史上首件罷工事件。
- 9月8日，由於機電、號誌工程與試車進度大幅落後，台灣高鐵公司董事會正式決議：高鐵通車目標日延後一年至2006年10月31日。
- 9月9日，衛生署同意7日因公殉職的陸軍上尉連長孫吉祥妻子所提出的取精要求，但仍未同意進行人工生殖。
- 9月12日，南迴鐵路枋寮段鐵軌69組彈簧扣夾遭竊，已是南迴鐵路一年內第五度遭蓄意破壞。
- 9月13日，由友邦甘比亞等國所提出台灣「參與UN案」與「和平案」，在聯合國第60屆總務委員會進行二對二辯論後，遭裁定不列入大會議程，台灣第十三度向聯合國叩關失敗。
- 9月13日，陳菊、陳其邁為泰勞抗爭請辭獲准，行政院宣布由葉菊蘭代理高雄市長，李應元接掌勞委會，卓榮泰接任行政院秘書長。
- 9月15日，中央銀行宣布自16日起升息半碼（0.125%），調升後的重貼現率為2.125%、擔保放款融通利率及短期融通利率分別為2.5%及4.375%。
- 9月16日，最高法院對泛藍陣營所提出的2004年中華民國總統大選選舉無效上訴案作出判決，認定上訴理由不足而予以駁回，泛藍陣營敗訴定讞。
- 9月20日，陳水扁總統率領民進黨主席蘇貞昌、台聯黨主席蘇進強及多位部會首長啟程展開「攜手登峰、永續共榮之旅」，訪問友邦瓜地馬拉、多明尼加、尼加拉瓜、聖克里斯多福及尼維斯與聖文森及格瑞那丁，並過境美國。
- 9月21日，李敖受鳳凰電視台之邀請，在北京大學發表演講。
- 9月23日，中央氣象局在上午8時30分解除第18號颱風丹瑞的海上颱風警報。丹瑞颱風外圍環流夾帶大量雨水，造成宜蘭縣、花蓮縣、臺東縣、屏東縣等地傳出土石坍方，交通中斷。
- 9月26日，內政部宣布，考量重度顏面傷殘，足以構成心理傷害，在申請國民身分證時可出具相關證明，個案申請免貼相片。
- 9月26日，台灣對日免簽[2][3]。
- 9月28日，司法院大法官作出第603號解釋文，認定戶籍法第八條中有關換發身分證需按捺指紋的規定違憲。

### 10月
- 10月2日，強度颱風龍王侵襲台灣，在花蓮創下該氣象站設站以來的平均風速及瞬間最大風速紀錄。
- 10月3日，雲門舞集創辦人林懷民獲得《時代》雜誌評選為26名亞洲英雄之一，是唯一入榜的台灣人。
- 10月3日，中央健保局與台北市政府纏訟已久的健保費補助爭議，最高行政法院作出北市府不必償還的判決。中央健保局宣布於收到判決書後將提出大法官釋憲。
- 10月3日，中華職棒誠泰COBRAS隊洋將馬力歐在球隊宿舍猝死。
- 10月7日，國立體院投手林彥峰與美國職棒大聯盟費城費城人隊簽約，成為該隊系統首位亞洲球員。
- 10月7日，民進黨立委徐志明因在擔任大寮鄉長期間涉嫌收取回扣，遭最高法院判處有期徒刑12年，褫奪公權6年，立即解除立委職務並發監執行。
- 10月9日，五年五百億元「發展國際一流大學及頂尖研究中心計劃」審議結果出爐，台大、成大獲選為發展國際一流大學重點學校，另有清華、交通、陽明、中央、政大、中山、中興、台科大、長庚、元智、海大、中原、北醫、中正、師大等15所學校獲補助設立頂尖研究中心。
- 10月15日，民國94年全國運動會在雲林縣斗南田徑場開幕。
- 10月15日，中鋼公司董事長林文淵連日來因領取4000萬元員工分紅招致批評，在晚間宣布辭去職務，並稱將所得扣除稅收後全部捐給慈善團體。
- 10月17日，中華棒協選訓委員會公布參加2006年「世界棒球經典大賽」代表隊的第一階段60人名單，眾多旅美、旅日、國內職棒及業餘好手入選。

- 10月19日，白米炸彈犯楊儒門被控犯下十七起爆裂物恐嚇案，台北地方法院一審宣判，依違反槍炮彈藥刀械管制條例判處有期徒刑七年六個月，罰款新台幣10萬元。
- 10月20日，14日海巡署在巴拿馬籍貨輪上所查獲的中國走私禽鳥1037隻，證實其中部分帶有H5N1禽流感病毒。
- 10月21日，法鼓山舉行落成開山大典，有超過萬名信徒參加。
- 10月21日，高雄市政府高雄捷運五人調查小組公佈調查報告，指出工程採BOT並未涉及利益輸送，但在開標過程及泰勞管理上有明顯疏失。
- 10月24日，鐵路改建工程局南港專案清晨施工時因吊車懸臂掉落，擊中行經之貨物列車，造成柴電機車出軌，致使南港—松山間雙向中斷，多班列車誤點或停開，直到晚上才恢復雙向通車。交通部長林陵三下令南港專案全面停工檢討。
- 10月25日，外交部晚間宣布即日起與塞內加爾斷交。
- 10月26日：中華人民共和國和塞內加爾共和國恢復邦交，中華民國宣布與塞內加爾斷交；同日，梵蒂冈城国國務卿声明，教廷已做好重新跟中國建立外交關係的準備。
- 10月27日，台鐵林口線舉行客運通車典禮，翌日起將正式通車。
- 10月29日，台灣高鐵的700T型列車試運轉首次達到時速300公里。
- 10月31日：臺灣中時晚報最後一天發行，翌日起停刊。

### 11月
- 11月2日，2005年中華職棒總冠軍戰結束，興農牛隊以直落四擊敗誠泰COBRAS隊，獲得二連霸，將代表台灣參加亞洲職棒大賽。
- 11月7日，行政院長謝長廷遭恐嚇案宣告偵破，筆名杜十三的作家黃人和被逮捕。
- 11月8日，新聞局局長姚文智以TVBS電視台為「實質百分之百外資持股」核處新台幣100萬元罰鍰。
- 11月19日，國立故宮博物院南部分院舉行動土典禮。
- 11月20日，大西洋鮪類保育委員會通過決議，將台灣明年大目鮪配額由14900公噸，減為4600公噸，且只允許15艘漁船在大西洋海域作業，估計整體損失將超過新台幣100億元。
- 11月25日：經濟部智慧財產局特許衛生署自即日起可自行生產克流感，使得臺灣成為第一個獲得強制授權、自製克流感同成份藥物的國家。
- 11月26日，成立西拉雅國家風景區管理處[4]。

### 12月
- 12月3日，2005年中華民國三合一選舉（縣市長、鄉鎮市長、縣市議員）順利完成，中國國民黨取得14個縣市長席次、民主進步黨取得6個縣市，親民黨、新黨及無黨籍各1席縣長 吳姵姍出生
- 12月4日，奧比斯眼科飛行醫院的DC-10飛機訪問台灣，首站降落高雄小港機場。
- 12月5日，高雄捷運在高雄市前金區中正地下道一帶的工地發生嚴重下陷，造成長50公尺、寬30公尺、深10公尺的大坑洞。
- 12月7日，民主進步黨主席蘇貞昌因三合一未勝選而請辭，由呂秀蓮暫代主席一職。
- 12月8日，國軍向美國所採購的兩艘紀德級飛彈驅逐艦“基隆艦”、“蘇澳艦”返國，駛入蘇澳港，預計月中舉行成軍典禮。
- 12月11日，世界三大男高音之一帕瓦洛帝搭乘專機飛抵台中市，將於12月14日舉行演唱會。
- 12月12日，中國國民黨主席馬英九，與親民黨主席宋楚瑜舉行會談，討論兩黨合作的問題。
- 12月12日，甫上任一星期的民主進步黨代理主席呂秀蓮宣佈請辭。
- 12月14日，先前甫上任一星期，於12日突然宣佈請辭民主進步黨代理主席一職的呂秀蓮表示接受慰留，繼續代理主席職務。
- 12月16日，誠泰COBRAS隊投手林英傑與日本職棒東北樂天金鷹隊正式簽約，簽約金5000萬日幣，年薪2000萬日幣。
- 12月20日，各縣市新任縣市長舉行宣誓就職典禮，其中台東縣長當選人吳俊立因涉及貪瀆案遭判刑，宣誓就職後即遭內政部依法停職。
- 12月26日，旅美棒球選手陳金鋒參加中華職棒十七年季前選秀會，於第一輪被La New熊挑中，確定於2006年返回台灣繼續職棒生涯。

## 出生
参见： 2005年出生
- 1月28日——謝語恩：演員。
- 2月15日——張聿嵐：籃球運動員。
- 3月5日——蕭豫玟：籃球運動員。
- 4月3日——郭俊言：籃球運動員。
- 4月17日——葉惟捷：籃球運動員。
- 6月25日——趙又潔：演員。
- 7月7日——李恩芯：籃球運動員。
- 7月25日——吳若瑄：演員，是吳文瑄之妹。
- 10月20日——林現惟：籃球運動員。

## 逝世
- 1月3日：辜振甫，87歲，臺灣海峽交流基金會董事長，腎衰竭病逝。新浪（页面存档备份，存于）
- 1月6日——辜金良，台灣社會運動人物。
- 1月7日——閻振興，台灣教育界人物，曾任國立台灣大學校長。
- 2月19日：苗天，台灣演員
- 3月21日：周春堤，72歲， 臺灣經濟地理學家。中時電子報[永久]
- 3月29日——劉建順，台灣廣告界人物。
- 4月？日：倪敏然，59歲，台灣演員，自縊死亡多日，直至5月1日發現屍體。東森新聞報（页面存档备份，存于）
- 5月4日：張明長，72歲，台灣國小校長，畫家，書法家。
- 5月9日——廖美紅，台灣工藝家。
- 5月18日——吳修齊，台灣企業家。
- 5月29日：蔡瑞月，84歲，台灣現代舞先驅。
- 6月4日：釋印順，100歲，台灣著名僧侶，證嚴法師的恩師。中時電子報（页面存档备份，存于）
- 6月12日：黃建成，70歲，國立臺灣師範大學附屬高級中學的蛋餅伯。永遠的蛋餅伯
- 6月14日——丁同三，台灣登山家，是岳界四大天王之一。
- 6月15日：高玉樹，前臺北市長。
- 7月9日——郭松棻，台灣小說家、保釣運動人士。
- 7月12日——趙台萍，台灣作家。
- 8月17日——柯燕姬，台灣教育家。
- 8月20日：蔣徐乃錦，68歲，蔣經國長子蔣孝文遺孀。東森新聞報（页面存档备份，存于）
- 9月24日：張志雄，台湾诗人，52岁。番薯藤新聞[]
- 9月28日——陳端堂，台灣醫師、政治人物。
- 9月30日：張明，台灣軍事人物，是勤益工專（今勤益科大）創辦人。[5][6]
- 10月14日：孫觀漢，92歲，台灣原子科學之父，于台北。中時電子報[永久]
- 10月14日：吳守禮，97歲，台灣語言學家，于台北。中央社（页面存档备份，存于）
- 10月18日——陳耀火，台灣教師，是南榮國中創辦人。
- 10月20日：黃宜君，30岁，台灣作家。中時電子報
- 10月24日——陳美玉，台灣排球運動選手、童軍運動推行者。
- 11月1日——馬鶴凌，台灣政治人物，是馬英九之父。
- 11月3日——潘人木，台灣作家。
- 11月10日——吳漫沙，台灣小說家。
- 11月24日——趙明哲，台灣配音員。
- 12月27日——魏子雲，台灣劇作家。
- 12月29日：張達文，51岁，台灣物理学家

## 第四十二屆金馬獎
- 最佳劇情片——《功夫》（哥倫比亞電影公司亞洲分公司、北京電影製片廠）
- 最佳導演——周星馳《功夫》
- 最佳男主角——郭富城《三岔口》（山西電影製片廠）
- 最佳女主角——舒淇《最好的時光》
- 最佳男配角——黃秋生《頭文字D》
- 最佳女配角——元秋《功夫》
- 最佳新演員──周杰倫《頭文字D》
- 最佳男主角——陳宥群《戰爭》.
- 最佳導演——許佑偉《老陶》